# Regiões de Planejamento do Ceará
O projeto de organização das regiões de planejamento do Ceará contempla os 184 municípios do Estado. Eles foram organizados de acordo com características socioeconômicas, geoambientais e culturais. Segundo a Secretaria do Planejamento e Gestão (Seplag), a divisão permite as atividades de monitoramento e implementação de políticas públicas estaduais.
O Estado do Ceará tem as seguintes regiões: Cariri, Centro Sul, Grande Fortaleza, Litoral Leste, Litoral Norte, Litoral Oeste/Vale do Curu, Maciço de Baturité, Serra da Ibiapaba, Sertão Central, Sertão de Canindé, Sertão dos Crateús, Sertão dos Inhamuns, Sertão de Sobral e Vale do Jaguaribe.

## Tabela de Regiões de Planejamento do Estado do Ceará
| Região de Planejamento       | Municípios | Área Territorial (km²) | População (2018)\| | Densidade (hab./km²) - (2014) | Taxa de Urbanização (%) - (2010) | PIB (R$ mil) - (2012) | PIB per capita (R$) - (2012) |
| ---------------------------- | ---------- | ---------------------- | ------------------ | ----------------------------- | -------------------------------- | --------------------- | ---------------------------- |
| Grande Fortaleza             | 19         | 7 434,91               | 4 074 730          | 531,27                        | 94,43                            | 60 578 264,48         | 15 824,66                    |
| Região do Cariri             | 29         | 17 298,35              | 1 021 190          | 57,76                         | 69,46                            | 6 306 666,84          | 6 463,42                     |
| Sertão de Sobral             | 18         | 8 533,50               | 495 468            | 56,53                         | 70,58                            | 3 722 713,15          | 7 934,10                     |
| Vale do Jaguaribe            | 15         | 15 011,98              | 393 378            | 25,75                         | 58,61                            | 2 618 599,13          | 6 912,06                     |
| Litoral Oeste / Vale do Curu | 12         | 8 890,58               | 396 823            | 43,26                         | 56,66                            | 2 357 043,46          | 6 324,93                     |
| Litoral Norte                | 13         | 9 336,50               | 400 873            | 41,70                         | 54,18                            | 2 187 540,27          | 5 757,46                     |
| Região Centro Sul            | 13         | 11 581,50              | 393 397            | 33,43                         | 58,56                            | 2 144 698,53          | 5 646,51                     |
| Sertão Central               | 13         | 16 014,27              | 395 388            | 24,18                         | 56,10                            | 2 079 007,07          | 5 495,24                     |
| Serra da Ibiapaba            | 9          | 5 697,30               | 359 296            | 61,46                         | 51,95                            | 1 920 066,42          | 5 625,50                     |
| Litoral Leste                | 6          | 4 631,20               | 205 420            | 43,21                         | 54,65                            | 1 847 169,98          | 9 484,92                     |
| Sertão dos Crateús           | 13         | 20 591,20              | 352 378            | 16,94                         | 58,11                            | 1 689 837,10          | 4 913,92                     |
| Maciço de Baturité           | 13         | 3 707,30               | 243 982            | 64,46                         | 48,69                            | 1 111 270,03          | 4 757,56                     |
| Sertão de Canindé            | 6          | 9 202,34               | 207 272            | 22,04                         | 55,82                            | 931 944,88            | 4 705,34                     |
| Sertão dos Inhamuns          | 5          | 10 863,39              | 136 054            | 12,35                         | 46,28                            | 636 903,08            | 4 833,81                     |
| TOTAL                        | 184        | 148 794,42             | 9 075 649          | 59,42                         | 75,06                            | 90 131 724,42         | 10 473,12                    |

## Comparação entre a Grande Fortaleza e o interior do Estado
| Região            | Municípios | Área Territorial (km²) | População (2014) | Densidade (hab./km²) - (2014) | Taxa de Urbanização (%) - (2010) | PIB (R$ mil) - (2012) | PIB per capita (R$) - (2012) |
| ----------------- | ---------- | ---------------------- | ---------------- | ----------------------------- | -------------------------------- | --------------------- | ---------------------------- |
| Grande Fortaleza  | 19         | 7 434,91               | 3 949 974        | 531,27                        | 94,43                            | 60 578 264,48         | 15 824,66                    |
| Interior do Ceará | 165        | 141 359,51             | 4 892 817        | 34,61                         | 56,89                            | 29 553 459,94         | 6 040,17                     |
| TOTAL             | 184        | 148 794,42             | 8 842 791        | 59,42                         | 75,06                            | 90 131 724,42         | 10 473,12                    |

## Tabela de municípios por Região de Planejamento
| Região geográfica imediata   | Municípios                |
| ---------------------------- | ------------------------- |
| Grande Fortaleza             | Aquiraz                   |
| Grande Fortaleza             | Cascavel                  |
| Grande Fortaleza             | Caucaia                   |
| Grande Fortaleza             | Chorozinho                |
| Grande Fortaleza             | Eusébio                   |
| Grande Fortaleza             | Fortaleza                 |
| Grande Fortaleza             | Guaiúba                   |
| Grande Fortaleza             | Horizonte                 |
| Grande Fortaleza             | Itaitinga                 |
| Grande Fortaleza             | Maracanaú                 |
| Grande Fortaleza             | Maranguape                |
| Grande Fortaleza             | Pacajus                   |
| Grande Fortaleza             | Pacatuba                  |
| Grande Fortaleza             | Paracuru                  |
| Grande Fortaleza             | Paraipaba                 |
| Grande Fortaleza             | Pindoretama               |
| Grande Fortaleza             | São Gonçalo do Amarante   |
| Grande Fortaleza             | São Luís do Curu          |
| Grande Fortaleza             | Trairi                    |
| Região do Cariri             | Abaiara                   |
| Região do Cariri             | Altaneira                 |
| Região do Cariri             | Antonina do Norte         |
| Região do Cariri             | Araripe                   |
| Região do Cariri             | Assaré                    |
| Região do Cariri             | Aurora                    |
| Região do Cariri             | Barbalha                  |
| Região do Cariri             | Barro                     |
| Região do Cariri             | Brejo Santo               |
| Região do Cariri             | Campos Sales              |
| Região do Cariri             | Caririaçu                 |
| Região do Cariri             | Crato                     |
| Região do Cariri             | Farias Brito              |
| Região do Cariri             | Granjeiro                 |
| Região do Cariri             | Jardim                    |
| Região do Cariri             | Jati                      |
| Região do Cariri             | Juazeiro do Norte         |
| Região do Cariri             | Lavras da Mangabeira      |
| Região do Cariri             | Mauriti                   |
| Região do Cariri             | Milagres                  |
| Região do Cariri             | Missão Velha              |
| Região do Cariri             | Nova Olinda               |
| Região do Cariri             | Penaforte                 |
| Região do Cariri             | Porteiras                 |
| Região do Cariri             | Potengi                   |
| Região do Cariri             | Salitre                   |
| Região do Cariri             | Santana do Cariri         |
| Região do Cariri             | Tarrafas                  |
| Região do Cariri             | Várzea Alegre             |
| Região Centro Sul            | Acopiara                  |
| Região Centro Sul            | Baixio                    |
| Região Centro Sul            | Cariús                    |
| Região Centro Sul            | Catarina                  |
| Região Centro Sul            | Cedro                     |
| Região Centro Sul            | Icó                       |
| Região Centro Sul            | Iguatu                    |
| Região Centro Sul            | Ipaumirim                 |
| Região Centro Sul            | Jucás                     |
| Região Centro Sul            | Orós                      |
| Região Centro Sul            | Quixelô                   |
| Região Centro Sul            | Saboeiro                  |
| Região Centro Sul            | Umari                     |
| Litoral Leste                | Aracati                   |
| Litoral Leste                | Beberibe                  |
| Litoral Leste                | Fortim                    |
| Litoral Leste                | Icapuí                    |
| Litoral Leste                | Itaiçaba                  |
| Litoral Leste                | Jaguaruana                |
| Litoral Norte                | Acaraú                    |
| Litoral Norte                | Barroquinha               |
| Litoral Norte                | Bela Cruz                 |
| Litoral Norte                | Camocim                   |
| Litoral Norte                | Chaval                    |
| Litoral Norte                | Cruz                      |
| Litoral Norte                | Granja                    |
| Litoral Norte                | Itarema                   |
| Litoral Norte                | Jijoca de Jericoacoara    |
| Litoral Norte                | Marco                     |
| Litoral Norte                | Martinópole               |
| Litoral Norte                | Morrinhos                 |
| Litoral Norte                | Uruoca                    |
| Litoral Oeste / Vale do Curu | Amontada                  |
| Litoral Oeste / Vale do Curu | Apuiarés                  |
| Litoral Oeste / Vale do Curu | General Sampaio           |
| Litoral Oeste / Vale do Curu | Irauçuba                  |
| Litoral Oeste / Vale do Curu | Itapajé                   |
| Litoral Oeste / Vale do Curu | Itapipoca                 |
| Litoral Oeste / Vale do Curu | Miraíma                   |
| Litoral Oeste / Vale do Curu | Pentecoste                |
| Litoral Oeste / Vale do Curu | Tejuçuoca                 |
| Litoral Oeste / Vale do Curu | Tururu                    |
| Litoral Oeste / Vale do Curu | Umirim                    |
| Litoral Oeste / Vale do Curu | Uruburetama               |
| Maciço de Baturité           | Acarape                   |
| Maciço de Baturité           | Aracoiaba                 |
| Maciço de Baturité           | Aratuba                   |
| Maciço de Baturité           | Barreira                  |
| Maciço de Baturité           | Baturité                  |
| Maciço de Baturité           | Capistrano                |
| Maciço de Baturité           | Guaramiranga              |
| Maciço de Baturité           | Itapiúna                  |
| Maciço de Baturité           | Mulungu                   |
| Maciço de Baturité           | Ocara                     |
| Maciço de Baturité           | Pacoti                    |
| Maciço de Baturité           | Palmácia                  |
| Maciço de Baturité           | Redenção                  |
| Serra da Ibiapaba            | Carnaubal                 |
| Serra da Ibiapaba            | Croatá                    |
| Serra da Ibiapaba            | Guaraciaba do Norte       |
| Serra da Ibiapaba            | Ibiapina                  |
| Serra da Ibiapaba            | Ipu                       |
| Serra da Ibiapaba            | São Benedito              |
| Serra da Ibiapaba            | Tianguá                   |
| Serra da Ibiapaba            | Ubajara                   |
| Serra da Ibiapaba            | Viçosa do Ceará           |
| Sertão Central               | Banabuiú                  |
| Sertão Central               | Choró                     |
| Sertão Central               | Deputado Irapuan Pinheiro |
| Sertão Central               | Ibaretama                 |
| Sertão Central               | Ibicuitinga               |
| Sertão Central               | Milhã                     |
| Sertão Central               | Mombaça                   |
| Sertão Central               | Pedra Branca              |
| Sertão Central               | Piquet Carneiro           |
| Sertão Central               | Quixadá                   |
| Sertão Central               | Quixeramobim              |
| Sertão Central               | Senador Pompeu            |
| Sertão Central               | Solonópole                |
| Sertão de Canindé            | Boa Viagem                |
| Sertão de Canindé            | Canindé                   |
| Sertão de Canindé            | Caridade                  |
| Sertão de Canindé            | Itatira                   |
| Sertão de Canindé            | Madalena                  |
| Sertão de Canindé            | Paramoti                  |
| Sertão de Sobral             | Alcântaras                |
| Sertão de Sobral             | Cariré                    |
| Sertão de Sobral             | Coreaú                    |
| Sertão de Sobral             | Forquilha                 |
| Sertão de Sobral             | Frecheirinha              |
| Sertão de Sobral             | Graça                     |
| Sertão de Sobral             | Groaíras                  |
| Sertão de Sobral             | Massapê                   |
| Sertão de Sobral             | Meruoca                   |
| Sertão de Sobral             | Moraújo                   |
| Sertão de Sobral             | Mucambo                   |
| Sertão de Sobral             | Pacujá                    |
| Sertão de Sobral             | Pires Ferreira            |
| Sertão de Sobral             | Reriutaba                 |
| Sertão de Sobral             | Santana do Acaraú         |
| Sertão de Sobral             | Senador Sá                |
| Sertão de Sobral             | Sobral                    |
| Sertão de Sobral             | Varjota                   |
| Sertão dos Crateús           | Ararendá                  |
| Sertão dos Crateús           | Catunda                   |
| Sertão dos Crateús           | Crateús                   |
| Sertão dos Crateús           | Hidrolândia               |
| Sertão dos Crateús           | Independência             |
| Sertão dos Crateús           | Ipaporanga                |
| Sertão dos Crateús           | Ipueiras                  |
| Sertão dos Crateús           | Monsenhor Tabosa          |
| Sertão dos Crateús           | Nova Russas               |
| Sertão dos Crateús           | Novo Oriente              |
| Sertão dos Crateús           | Poranga                   |
| Sertão dos Crateús           | Santa Quitéria            |
| Sertão dos Crateús           | Tamboril                  |
| Sertão dos Inhamuns          | Aiuaba                    |
| Sertão dos Inhamuns          | Arneiroz                  |
| Sertão dos Inhamuns          | Parambu                   |
| Sertão dos Inhamuns          | Quiterianópolis           |
| Sertão dos Inhamuns          | Tauá                      |
| Vale do Jaguaribe            | Alto Santo                |
| Vale do Jaguaribe            | Ereré                     |
| Vale do Jaguaribe            | Iracema                   |
| Vale do Jaguaribe            | Jaguaretama               |
| Vale do Jaguaribe            | Jaguaribara               |
| Vale do Jaguaribe            | Jaguaribe                 |
| Vale do Jaguaribe            | Limoeiro do Norte         |
| Vale do Jaguaribe            | Morada Nova               |
| Vale do Jaguaribe            | Palhano                   |
| Vale do Jaguaribe            | Pereiro                   |
| Vale do Jaguaribe            | Potiretama                |
| Vale do Jaguaribe            | Quixeré                   |
| Vale do Jaguaribe            | Russas                    |
| Vale do Jaguaribe            | São João do Jaguaribe     |
| Vale do Jaguaribe            | Tabuleiro do Norte        |